# Odontomelus
Odontomelus är ett släkte av insekter. Odontomelus ingår i familjen gräshoppor.

## Dottertaxa tillOdontomelus, i alfabetisk ordning[1]
- Odontomelus afar
- Odontomelus agrostoides
- Odontomelus auk
- Odontomelus brachypterus
- Odontomelus brevipennis
- Odontomelus brunneus
- Odontomelus champhaiensis
- Odontomelus chyulu
- Odontomelus cytidonotus
- Odontomelus eshowe
- Odontomelus gyliotelus
- Odontomelus ixyonotus
- Odontomelus kamerunensis
- Odontomelus krugeri
- Odontomelus kwidschwianus
- Odontomelus luctuosus
- Odontomelus mahali
- Odontomelus manipurensis
- Odontomelus micropterus
- Odontomelus nguruense
- Odontomelus nyika
- Odontomelus orophoides
- Odontomelus pallidus
- Odontomelus parabinervis
- Odontomelus pareense
- Odontomelus phloiodes
- Odontomelus pseudopallidus
- Odontomelus rudolfi
- Odontomelus scalatus
- Odontomelus somalicus
- Odontomelus spodiopsis
- Odontomelus strigosus
- Odontomelus togoensis
- Odontomelus zambiensis
- Odontomelus zulu